# زبرموسپر
زبرموسپر(نام علمی: Chaetothyrium) نام یک سرده از تیره زبرموسپران است.